# 琴海神社
琴海神社（きんかいじんじゃ）は、静岡県賀茂郡河津町見高（みだか）にある神社。

## 概要
河津町東端の見高（みだか）地区、その南部沿岸、今井浜海岸駅・国道135号至近の今井浜海岸の東隣り、下河津漁港・見高浜の中央に浜辺にはみ出る形で所在している小高い岩山の上に鎮座している。
創建は応永12年（1405年）、御神体が江ノ島から移されて祀られたことが始まりとされる。

## 祭神
- 弁財天・市杵嶋姫命